# Cnidoscolus longibracteatus
Cnidoscolus longibracteatus är en törelväxtart som beskrevs av Francisco Javier Fernández Casas och Pizarro. Cnidoscolus longibracteatus ingår i släktet Cnidoscolus och familjen törelväxter.
Artens utbredningsområde är Guatemala. Inga underarter finns listade i Catalogue of Life.